# Ao Vivo no Morro da Urca
Ao Vivo no Morro da Urca é o quarto álbum ao vivo da dupla sertaneja César Menotti & Fabiano, lançado em 22 de janeiro de 2013 pela Som Livre. O álbum comemora 10 anos de carreira da dupla, com músicas inéditas como "Não Era Eu", "Estressada" e "Se Fosse Eu", e regravações, como "Será", da banda Legião Urbana. Há também as participações especiais de Santorine, Jorge & Mateus, Preta Gil e Sorriso Maroto.  O show foi gravado no Morro da Urca, Rio de Janeiro nos dias 16 e 17 de agosto de 2012.

## Lista de Faixas
| DVD/blu-ray    |                                                              |                                                             |         |  |
| N.º            | Título                                                       | Compositor(es)                                              | Duração |  |
| 1.             | "Caso Marcado"                                               | Christian Weber Marquito                                    | 2:48    |  |
| 2.             | "Porque Não Liga Pra Mim"                                    | Dorgival Dantas                                             | 3:12    |  |
| 3.             | "Não Era Eu"                                                 | Thiago Rossi                                                | 3:36    |  |
| 4.             | "Saudades (Amor de Deus)"                                    | Maninho Mendes Santanna                                     | 2:29    |  |
| 5.             | "Vida Cigana"                                                | Geraldo Espíndola                                           | 3:02    |  |
| 6.             | "Revanche" (part. Santorine)                                 | Santorine                                                   | 3:26    |  |
| 7.             | "O Coração Perdoa"                                           | César Menotti Diego Ferrari Everton Matos                   | 2:34    |  |
| 8.             | "Estressada"                                                 | C. Menotti Fábio Lacerda Diego Faria Marcelo Melo Ane Abreu | 2:46    |  |
| 9.             | "Boiadeiro Errante / O Menino da Porteira / Estrada da Vida" | Teddy Vieira / Luizinho, T. Vieira / José Rico              | 4:34    |  |
| 10.            | "Tocando em Frente / Chalana"                                | Almir Sater, Renato Teixeira / Arlindo Pinto, Mario Zan     | 5:26    |  |
| 11.            | "O Mineiro e o Italiano"                                     | Nelson Gomes T. Vieira                                      | 3:18    |  |
| 12.            | "Dois Corações" (part. Jorge & Mateus)                       | C. Menotti Vitor Hugo                                       | 2:57    |  |
| 13.            | "A Carta"                                                    | Benil Santos Raul Sampaio                                   | 3:00    |  |
| 14.            | "Se Fosse Eu"                                                | Tchê do Swing C. Menotti Rodrigo Belluco                    | 3:38    |  |
| 15.            | "Amor Em Dobro" (part. Preta Gil)                            | Elvis Pires Rodrigo Mell                                    | 3:19    |  |
| 16.            | "Do Lado Esquerdo / Bão Tamém"                               | Pinocchio / Pinocchio, C. Menotti, Fabiano                  | 3:15    |  |
| 17.            | "Vou Colocar Na TV"                                          | Beto Caju Renato Moreno                                     | 2:52    |  |
| 18.            | "Tomou de Assalto" (part. Sorriso Maroto)                    | Bruno Cardoso C. Menotti Munir Trad                         | 3:29    |  |
| 19.            | "Será"                                                       | Dado Villa-Lobos Marcelo Bonfá Renato Russo                 | 2:47    |  |
| 20.            | "Como Um Anjo"                                               | Lucas Robles Roberto Merli                                  | 3:58    |  |
| Duração total: | Duração total:                                               | Duração total:                                              | 66:26   |  |

| CD             |                                                              |         |  |
| N.º            | Título                                                       | Duração |  |
| 1.             | "Caso Marcado"                                               | 2:48    |  |
| 2.             | "Porque Não Liga Pra Mim"                                    | 3:12    |  |
| 3.             | "Não Era Eu"                                                 | 3:36    |  |
| 4.             | "Saudades (Amor de Deus)"                                    | 2:29    |  |
| 5.             | "Vida Cigana"                                                | 3:02    |  |
| 6.             | "Revanche" (part. Santorine)                                 | 3:26    |  |
| 7.             | "O Coração Perdoa"                                           | 2:34    |  |
| 8.             | "Estressada"                                                 | 2:46    |  |
| 9.             | "Boiadeiro Errante / O Menino da Porteira / Estrada da Vida" | 4:34    |  |
| 10.            | "Dois Corações" (part. Jorge & Mateus)                       | 2:57    |  |
| 11.            | "A Carta"                                                    | 3:00    |  |
| 12.            | "Se Fosse Eu"                                                | 3:38    |  |
| 13.            | "Amor Em Dobro" (part. Preta Gil)                            | 3:19    |  |
| 14.            | "Do Lado Esquerdo / Bão Tamém"                               | 3:15    |  |
| 15.            | "Vou Colocar Na TV"                                          | 2:52    |  |
| 16.            | "Tomou de Assalto" (part. Sorriso Maroto)                    | 3:29    |  |
| 17.            | "Será"                                                       | 2:47    |  |
| 18.            | "Como Um Anjo"                                               | 3:58    |  |
| Duração total: | Duração total:                                               | 57:42   |  |